# Galium aristatum
Galium aristatum, en mayo de 2014 ha sido aceptado como una especie distinta. Es una especie de planta herbácea perteneciente a la familia de las rubiáceas.

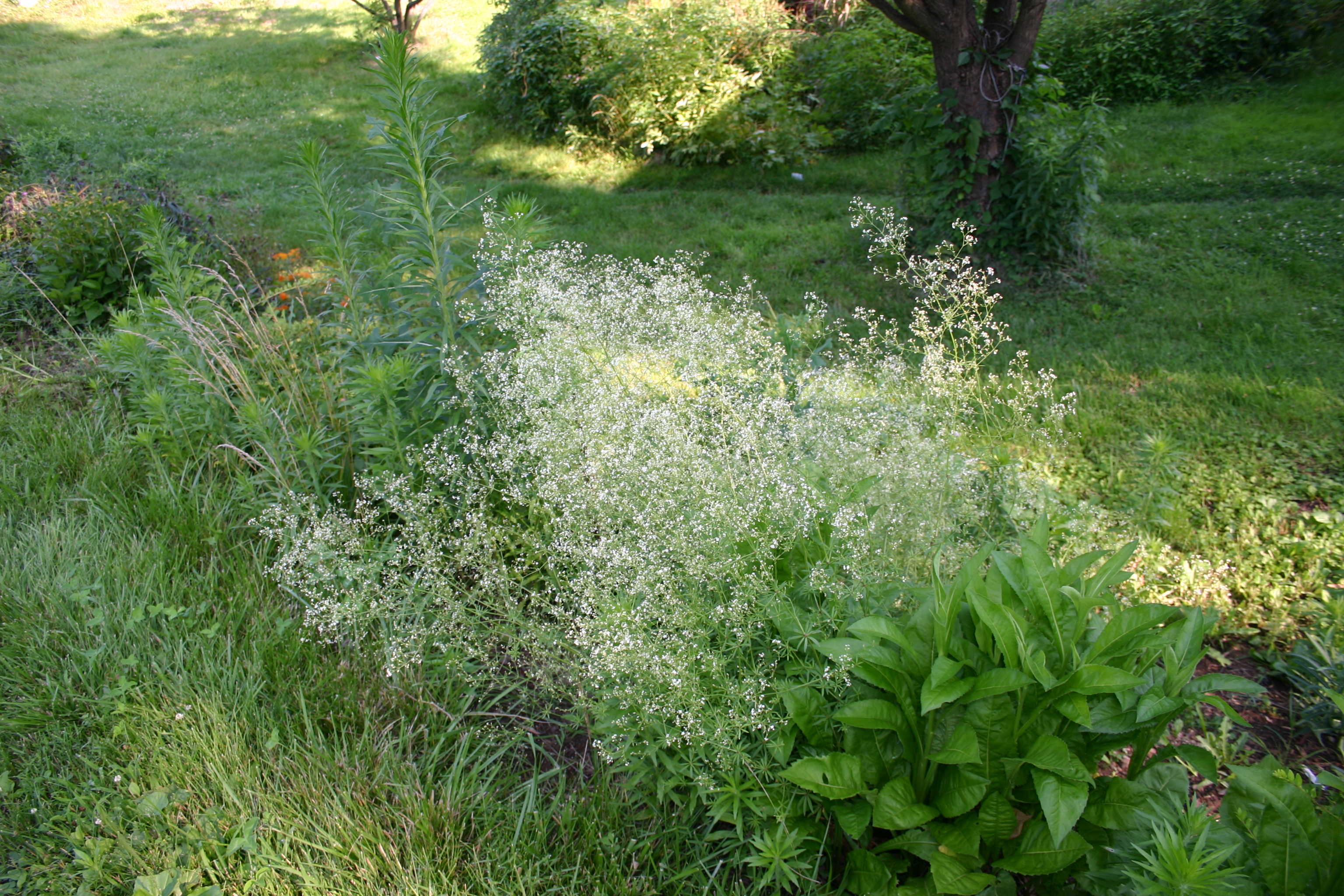
Vista de la planta

## Distribución
Es originaria de los Alpes y los Pirineos de Europa (España, Francia, Italia, Suiza, Austria y Alemania). También se habría naturalizado en unos pocos lugares en el estado de Nueva York en los Estados Unidos.

## Taxonomía
Galium aristatum fue descrita por Carlos Linneo y publicado en Sp. Pl. ed. 2 152 1762.
Etimología
Galium: nombre genérico que deriva de la palabra griega gala que significa "leche", en alusión al hecho de que algunas especies fueron utilizadas para cuajar la leche.
aristatum: epíteto latíno que significa "con largas cerdas de punta".
Sinonimia
- Asperula papillosa A.Kern. ex Nyman
- Galium aristatum var. transsilvanicum (Schur) Nyman
- Galium bericum Turra
- Galium erectum var. transsilvanicum (Schur) Nyman
- Galium laevigatum var. aristatum (L.) Gren. & Godr.
- Galium linifolium Mill.
- Galium mollugo var. aristatum (L.) Duby
- Galium stenophyllum Schur
- Galium sylvaticum Besser
- Galium sylvaticum subsp. aristatum (L.) Rouy
- Galium transsilvanicum Schur[7]